# 竹鶴 (ウイスキー)

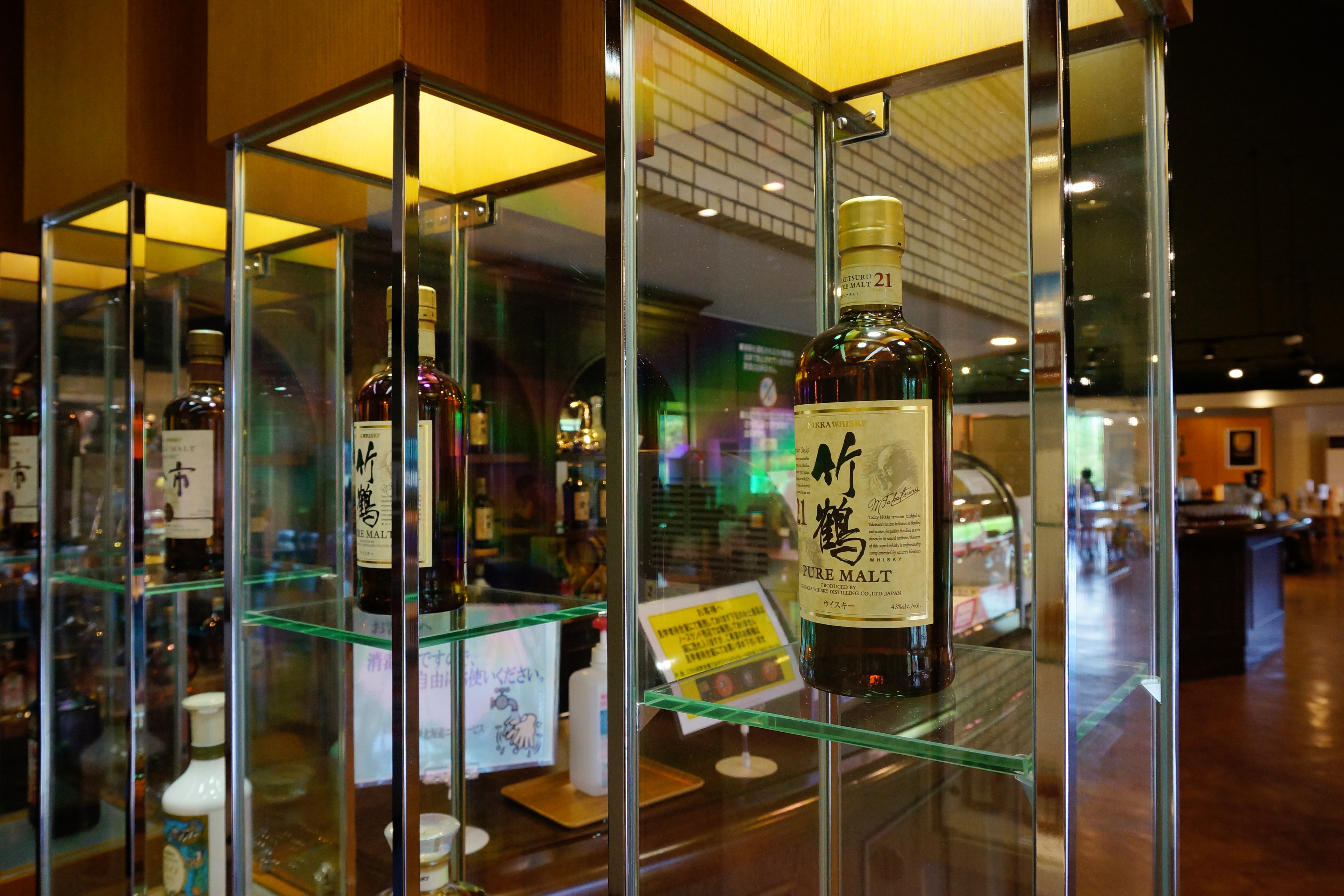
「竹鶴21年」ニッカウヰスキー余市蒸溜所にて

竹鶴（たけつる）は、ニッカウヰスキーが製造し、アサヒビールが販売する純国産ウイスキー（日本洋酒酒造組合の定めるジャパニーズ・ウイスキーの表示基準に合致した商品）の銘柄。一部のプレミアム製品を除き、ブレンデッド・ピュアモルトウイスキー（ヴァッテッドモルトウイスキー）として展開されている。

## 概要
2000年に「竹鶴12年ピュアモルト」としてニッカウヰスキーから発売された。
「ブレンデッドウイスキーのように飲みやすいピュアモルトウイスキーを」という発想の元、開発が進められ誕生した商品である。現在では、様々なラインナップが登場し、国際的なウイスキー品評会において相次いで評価されるなど、ニッカウヰスキーの「顔」というべき商品になっている。
なお、命名について発売当時取締役相談役であった竹鶴威によれば出身の竹鶴酒造に商標使用の可否について問い合わせたところ、洋酒であることから快諾されたとのことである。

## 歴史
1997年6月にブラックニッカ クリアブレンド（現・ブラックニッカ クリア）が販売され、ニッカウヰスキーが家庭用市場で一定の評価を得たあと、今度は業務用市場に新製品が開発されるようになった。
その際、マーケティング部から開発者に「ブレンデッドウイスキーのように飲みやすいピュアモルトウイスキーを」という注文が付けられ、試行錯誤の末、ベースに宮城峡のモルトを使用し、余市のシェリー樽モルトで味付けする（ヴァッティング）という商品が生まれた。
「エージング12年」という注文がマーケティング部からつけられ、12年モノのモルトを使用することが決定され、商品のネーミングを創業者の竹鶴政孝の苗字をとって「竹鶴12年ピュアモルト」と命名された。
ライバルであるサントリーのピュアモルトウイスキー「山崎」が6,000円（発売当時）という定価であったのに対して、「竹鶴12年ピュアモルト」は、660mlで2,450円という破格の安さで売ることも決定した。
営業は好調で、営業マンも精力的にまわったという。宣伝も商品を前面に出さず、竹鶴政孝という人物の歴史を中心にした販売作戦を行い話題になった。
翌2001年には「竹鶴17年ピュアモルト」が発売された。その後「竹鶴21年ピュアモルト」「竹鶴25年ピュアモルト」が発表され、日本を代表する高級ピュアモルトウイスキーとしてそのブランドが国際的にも評価されている。
2013年に新たにノンエイジの「竹鶴ピュアモルト」が発売。代わりに「竹鶴12年」が2014年3月をもって終売となった。2016年（平成28年）5月26日から5月27日にかけて開催された第42回先進国首脳会議（伊勢志摩サミット）では、「竹鶴21年ピュアモルト」と「竹鶴25年ピュアモルト」が首脳陣に提供された。

## ラインナップ
※2024年5月現在
- 現行品

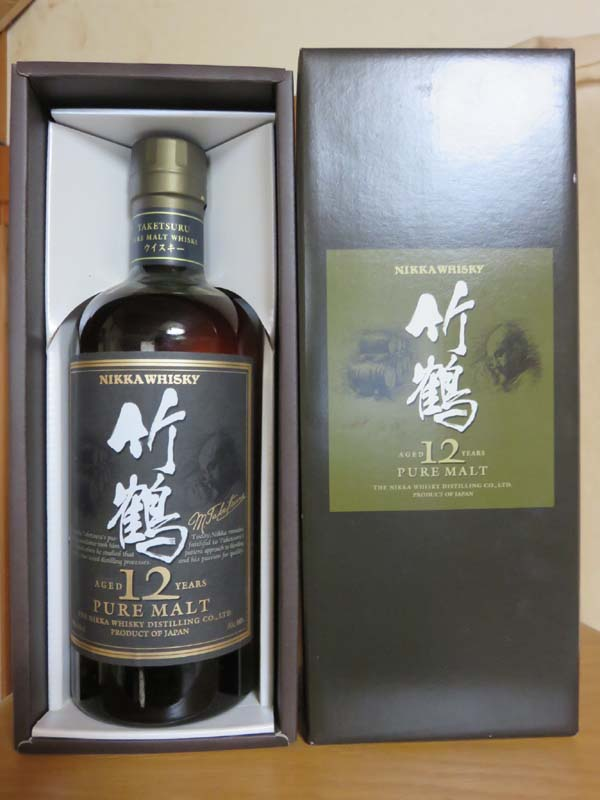
竹鶴12年ピュアモルト 700ml
化粧箱入り(終売品)

  - 竹鶴ピュアモルト（ノンエイジ） - 700ml アルコール分43% ※2020年3月31日に700mlのみリニューアルを実施[9]
- 終売品竹鶴12年ピュアモルト 700ml
化粧箱入り(終売品)
  - 竹鶴ピュアモルト（ノンエイジ） - 50ml、180ml、500ml
  - 竹鶴12年ピュアモルト (2000年11月 - 2014年4月) - 180ml、660ml (角瓶)、700ml (丸瓶)
  - 竹鶴17年ピュアモルト - 180ml、700ml
  - 竹鶴17年ピュアモルトノンチルフィルタード (2011年9月限定)
  - 竹鶴21年ピュアモルト - 180ml、700ml
  - 竹鶴21年ピュアモルトポートウッドフィニッシュ (2014年4月限定)
  - 竹鶴21年ピュアモルトノンチルフィルタード (2014年7月限定)
  - 竹鶴21年ピュアモルトマディラウッドフィニッシュ (2014年7月ヨーロッパ限定)
  - 竹鶴25年ピュアモルト - 700ml
  - 竹鶴ピュアモルトシェリーウッドフィニッシュ ※数量限定品
  - 竹鶴35年 - 2007年に本数限定で販売された。なお本製品のみピュアモルトではなくブレンデッドである[10]。
  - 竹鶴ピュアモルトハイボール 350ml缶 アルコール分8% (2010年11月2日-2011年?) - 竹鶴ピュアモルト12年を使用、コンビニエンスストア限定[11]
  - 竹鶴プレミアムハイボール 350ml缶 アルコール分8% (2011年11月8日-2014年11月)
  - 竹鶴ハイボール 350ml缶 アルコール分7% (2014年12月2日-2015年3月28日出荷分までの期間限定商品)
  - 竹鶴ハイボール 350ml セブン-イレブン限定デザイン缶 (2014年12月2日-2015年3月28日出荷分までの期間限定商品)
  - 竹鶴プレミアムハイボール 350ml缶 アルコール分7% (2015年4月7日-2016年6月?)

## 受賞歴
竹鶴は、以下の品評会で数々の賞を受賞している。
竹鶴12年ピュアモルト
ISC(インターナショナル・スピリッツ・チャレンジ）銀賞受賞（2006年、2009年、2010年、2012年、2013年）　金賞受賞（2008年、2014年）
竹鶴17年ピュアモルト
ISC 銀賞受賞（2007年、2009年、2011年、2012年、2013年）
WWA(ワールド・ウイスキー・アワード）ワールド・ベスト・ブレンデッドモルト（ピュアモルト）受賞（2014年）
竹鶴21年ピュアモルト
ISC 金賞受賞（2006年、2008年、2009年、2010年、2011年、2014年）　銀賞受賞（2013年）
ISC 世界最高賞「トロフィー」受賞（2009年）
WWAワールド・ベスト・ブレンデッドモルト（ピュアモルト）受賞（2007年、2009年、2010年）
竹鶴25年ピュアモルト
WWA世界最優秀賞（WORLD'S BEST BLENDED MALT WHISKY）受賞 (2007年、2009年、2010年)
第14回ISC（ロンドン開催）ウイスキー部門で最高賞「トロフィー」受賞 (2009年10月7日)
ISC 銀賞受賞（2013年）

## 外部サイト
- 「竹鶴」サイト